# 脇坂安坦
脇坂 安坦（わきさか やすひら）は、江戸時代後期の播磨国龍野藩の世嗣。官位は従五位下・淡路守。

## 略歴
文化10年（1813年）、8代藩主・脇坂安董の次男として誕生。正室は松平斉孝の娘・恂子、継室は前田利幹の娘・誼子（1816-1849）。
次男ながら正室の子だったため、庶兄・安宅を差し置いて嫡子となった。しかし、家督を相続することなく天保10年（1839年）に死去。享年27。
代わって安宅が嫡子となった。